# Cerro Mesa Ahumada
 (juin 2016).
Le cerro Mesa Ahumada ou cerro Colorado est un sommet de la sierra de Tepotzotlán situé au Mexique.